# Udinese Calcio
El Udinese Calcio es un club de fútbol italiano de la ciudad de Údine, en la región de Friul-Venecia Julia. Fue fundado en 1896, lo que lo convierte en uno de los clubes más antiguos que siguen activos en el país. Juega en la Serie A, la máxima categoría del fútbol nacional. 
Sus colores son el blanco y el negro, tomados del escudo municipal; debido a esta combinación de colores, los jugadores se ganaron el apodo de bianconeri y zebrette.
A nivel nacional, los mejores resultados deportivos fueron la final de la Coppa Italia de 1922 (perdió 0-1 contra el Vado) y el segundo puesto en el campeonato de la Serie A de 1954-55, además de ganar tres campeonatos de Segunda División y de la Serie B, y una Coppa Italia Semiprofesional.
En el ámbito internacional, además de ganar una Copa Anglo-Italiana en 1978 y una Copa Mitropa en 1980, el club cuenta con varias participaciones en competiciones de la UEFA, entre las que destacan la llegada a cuartos de final de la Copa de la UEFA en 2009 y la conquista de la Copa Intertoto en 2000.
El Udinese es miembro asociado de la Asociación de Clubes Europeos (ECA) y posee la 14.ª mejor tradición deportiva según los parámetros de la FIGC.

## Historia

### Los inicios
El club fue fundado en 1896 como parte de la Società Udinese di Ginnastica e Scherma. En su año inaugural, el club ganó el torneo FNGI en Treviso venciendo a Ferrara 2-0. Sin embargo, el título no es reconocido como oficial. El 5 de julio de 1911, algunos miembros del Udinese, liderados por Luigi Dal Dan, fundaron el A.C. Udinese, el cual se unió a la FIGC. Debutó en un amistoso en contra de la Juventus Palmanova ganando 6-0. Recién en 1912-13 el Udinese tomó parte de un campeonato oficial de la FIGC. En ese año se enroló en el campeonato Veneto Di Promozione, el cual consistía en 3 equipos (los otros eran el Petrarca y el Padova). Con dos victorias sobre el Padova (3-1 y 5-0), Udinese finalizó ensegundo lugar detrás del Petrarca y fue promovido a la Prima Categoría. En dicha liga, el Udi falló en alcanzar la liga nacional, siendo eliminado en la Eliminatoria Veneta.

### SigloXXI
En marzo de 2001, el nuevo entrenador ha sido elegido por la directiva del Udinese, Luciano Spalletti con el que han de conseguir asegurar el mantenimiento del club en la Serie A en la penúltima jornada de la temporada. En la misma temporada el equipo jugó en la Copa Intertoto sin obtener buenos resultados, luego llegaron sucesivamente los entrenadores Roy Hodgson y Giampiero Ventura, pero en 2002 volvió a la posición de entrenador Spalleti. Bajo su liderazgo llevó al equipo al sexto lugar en la Serie A ganando la posibilidad de jugar en la Copa de la UEFA. Con él, sin embargo, el Udinese se fue eliminado en segunda ronda, ante el Austria Salzburg, un equipo de inferior nivel. En el verano del 2004 el club  adquiere al delantero italiano Antonio Di Natale que con el tiempo se convirtió en el capitán del equipo y uno de los mejores goleadores de la historia del club. En la temporada 2004/2005, el equipo, ante la sorpresa de todos, queda en el cuarto lugar en la Serie A y por primera vez se aseguran el derecho de iniciar en la UEFA Champions League. Al final de esta temporada, Luciano Spalletti dejó el club para irse a trabajar como entrenador en la A.S. Roma. Inician su competición en la UEFA Champions League 05/06 en la 3.ª ronda ante el Sporting de Portugal, ganando el marcador global por 4-2. - en la fase de grupos se les asigna el Grupo C que comparten con el Fútbol Club Barcelona, el Werder Bremen y el P.A.E. Panathinaikos. Pese a quedar con 7 puntos, en la misma cantidad que con el Equipo Alemán, al tener de diferencia de gol -2 sobre +0, quedan marginados de la competición, pero al quedar en 3.º lugar consiguen un cupo para los dieciséisavos de final de la Copa de la UEFA siendo emparejados con el PFC Levski Sofia y ante todo pronóstico caen por 2-1 con goles de Borimov e Tomašić mientras que para la visita marca Fernando Tissone. En ese año finalizarían en liga en la 10.ª posición, la misma que para el año siguiente.
El punto de inflexión fue el verano de 2007. Los directivos eligen como entrenador del Udinese a Pasquale Marino quien ordenó comprar al delantero italiano Fabio Quagliarella procedente del UC Sampdoria y el volante suizo Gökhan Inler del FC Zürich. En las primeras jornadas sorpresivamente comienzas en la cima de la tabla, incluso por arriba del ese entonces defensor del título Inter de Milán. Ya en la segunda ronda el equipo "Bianconeri" perdió en su propio campo frente al SSC Napoli 0-5. Consíguen ganarle en el Stadio Olímpico di Torino por 1-0 contra la Juventus Football Club. En el resto de la temporada, el Udinese ha realizado sorprendentemente bien, el entrenador Marino cambiado el estilo de juego 4-3-3 a 3-4-3 en las últimas jornadas estaban ocupando la cuarta posición en la tabla lo que les daba la posibilidad de jugar la UEFA Champions League pero en rondas de clasificación, sin embargo en las últimas rondas el equipo no pudo soportar el ritmo y, finalmente, finalizaron con el 7.º lugar en la Serie A
En el comienzo del torneo de 2008/2009 en una conferencia de prensa el club presentó nuevo equipamiento y un nuevo sitio web del club. Novedad absoluta en el fútbol italiano fue, sin embargo, la disponibilidad de un  canal de televisión en todo el mundo "Canal Udinese"  que fue completamente dedicado al equipo. A comienzos de la temporada para el Udinese tuvo bastante éxito y el club de inmediato se unió a la competencia por un lugar de garantizar la participación en competiciones europeas. Luego el equipo se encontraba en crisis, llegando a estar 10 jornadas seguidas sin conseguir victorias. El club no ganó hasta el 28 de enero contra la Juventus Football Club y desde entonces comenzó gradualmente a subir su nivel. En la Copa de la UEFA eliminarían en tanda de penales al Borussia Dortmund ganando un cupo en la fase de grupos. Luego finalizaron en  el primer lugar en su grupo con 3 victorias y solo 1 derrota, ante el NEC Nijmegen de visita por 2-0. En 1/16 avos de  final el equipo "friulano" eliminan al Lech Poznań de Polonia por 4-3 en el global. En la próxima ronda eliminó a Zenit de Rusia - donde se encuentra actualmente Spalleti - ganando por 2-0 y perdiendo 0-1. Su recorrido en esa Copa UEFA se acabaría por el Werder Bremen, ya que perdieron 1-3 de visita y empatan 3-3 de local. En la Serie A Udinese tomó el séptimo lugar y se clasificó para la Liga Europa de la UEFA siendo la primera edición de esa copa con ese nombre. En el último partido de la temporada venció al Cagliari por  6-2. El día 1 de junio del 2009 fue confirmado el traspaso del máximo goleador del equipo en el campeonato, Fabio Quagliarella al SSC Napoli.
El día 22 de diciembre de 2009, Pasquale Marino fue destituido y en su lugar llega Gianni De Biasi. Udinese, sin embargo, todavía estaba en la parte inferior de la tabla y el 21 de febrero de 2010, Pasquale Marino volvió a entrenar al club.
Para el inicio de la temporada 2010-11, el Udinese contaba con un nuevo técnico llamado Francesco Guidolin, el cual había dirigido a este mismo club en la temporada 1998-1999. Vale recalcar que esta fue la temporada que hizo que el Udinese se convirtiera en uno de los titanes del calcio en las últimas temporadas, ya que la filosofía que Guidolin implantó dentro del vestuario y en todo el club crearon un entorno de conformidad, alegría y entusiasmo, el cual fue reflejado dentro de la cancha durante toda la temporada.
Su mejor victoria la obtuvo de visita contra Unione Sportiva Città di Palermo el día 27 de febrero de 2011 al ganar 0 - 7, con un triplete de Antonio Di Natale y 4 goles de Alexis Sánchez.
Finalmente, la histórica campaña que llevó a cabo el equipo durante la temporada 2010-11, permitió que se ubicara 4.º de Italia, clasificando así a la Liga de Campeones de la UEFA, teniendo como principales figuras al chileno Alexis Sánchez, que fue traspasado al FC Barcelona, y a Antonio Di Natale, que fue el capocannonieri de esa temporada.
En la temporada 2011-12, finalizó en el 3.er puesto de serie A por encima de clubes como el Inter de Milán y AS Roma; sus grandes figuras fueron Mauricio Isla, que fue traspasado en el verano del 2012 a la Juventus, y Antonio Di Natale que culminó entre los primeros 5 goleadores de la serie A y gracias a su magnífica participación fue convocado a la selección italiana de fútbol para que disputara la Eurocopa 2012, cuya participación fue importante al marcar un gol ante la selección de España en el debut de su país.
En la temporada 2012-13 finalizó en el 5.º puesto de la Serie A, obtuvo así su clasificación a la Liga Europea. Fue gran figura del equipo Antonio Di Natale con 23 goles. A nivel continental participó en la cuarta fase previa de la Liga de Campeones en la que quedó eliminado y pasó a la fase de grupos de la Liga Europea en la que formó parte del Grupo A, en la que solo pudo ganar un partido, nada menos que al Liverpool FC, cosechando solo 4 puntos quedó eliminado en esa fase. 
En la temporada 2013-14 finalizó a mitad de tabla en la 14.ª posición de la Serie A. Goleador del equipo fue una vez más Antonio Di Natale con 17 goles. A nivel continental participó en la tercera ronda previa de la Liga Europea, en dicha ronda con un marcador global de 7 - 1 eliminó al NK Široki Brijeg, pero en la siguiente etapa fue eliminado por el equipo Slovan Liberec.

## Presidentes

### Presidentes
- 1896-1919  Antonio Dal Dan
- 1919-1923  Alessandro Del Torso
- 1923-1925  Francesco Dormisch
- 1926-1927  Gino Rojatti
- 1927-1929  Achille Villoresi
- 1929-1933  Gino Rojatti
- 1933-1934  Lao Menazzi Moretti
- 1934-1937  Gino Rojatti
- 1937-1940  Enea Caine
- 1940-1943  Marcello Valentinis
- 1943-1945  Gino Rojatti
- 1945-1947  Guido Cappelletto
- 1947-1952  Giuseppe Bertoli
- 1952-1968  Dino Bruseschi
- 1968-1976  Pietro Brunello
- 1976-1981  Teófilo Sanson
- 1981-1986  Lamberto Mazza
- 1986-1990  Giampaolo Pozzo
- 1990-1999  Giovanni Caratozzolo
- 1999-2000  Gianfranco Mossetto
- 2002-????  Franco Soldati

### Comisión directiva y gerentes
- Franco Soldati - Presidente
- Stefano Campoccia - Vicepresidente
- Gino Pozzo - Consejero
- Giuliana Linda Pozzo - Consejera
- Franco Collavino - Director general
- Alberto Rigotto - Gerente de administración, finanzas y control
- Andrea Carnevale - Jefe de Scouting
- Marco Colautti - Director general de la sociedad del estadio
- Luigi Infurna - Mánager
- Daniela Baracetti - Directora de secretarias
- Wordpower srl - Prensa y comunicación

## Himno
El himno oficial del club se llama Vinci per noi (Vence por nosotros) y es interpretado por la cantante Nicole Pellicani. La pieza se canta antes del inicio de cada partido dentro del Stadio Friuli, algo como sería el You'll Never Walk Alone en Liverpool Football Club cuando está por acabar el encuentro.
Anteriormente el himno era Alé Udin, interpretado por Darío Zampa.

## Uniforme
- Uniforme titular: Camiseta blanca y negra, pantalón negro, medias negras.
- Uniforme visitante: Camiseta naranja, pantalón naranja, medias naranjas.
- Uniforme alternativo: Camiseta gris, pantalón gris, medias grises.

### Evolución del uniforme
| 2009-2010 | 2010-2011 | 2011-2012 | 2012-2013 | 2013-2014 | 2014-2015 | 2015-2016 |
| 2016-2017 | 2017-2018 | 2018-2019 | 2019-2020 | 2020-2021 | 2021-2022 | 2022-2023 |
| 2023-2024 |           |           |           |           |           |           |

### Patrocinios
| Periodo   | Proveedor      | Patrocinador                              |
| --------- | -------------- | ----------------------------------------- |
| 1979–81   | Pouchain       | Ninguno                                   |
| 1981–83   | Americanino    | Ninguno                                   |
| 1983–84   | Americanino    | Agfa                                      |
| 1984–86   | Diadora        | Agfa                                      |
| 1986–87   | ABM            | Freud                                     |
| 1987–90   | ABM            | Rex                                       |
| 1990–92   | Adidas         | Rex                                       |
| 1992–93   | Lotto          | Fonte Gaudianello                         |
| 1993–94   | Lotto          | Victors                                   |
| 1994–96   | Hummel         | Albatros                                  |
| 1996–97   | Hummel         | Millionaire Market                        |
| 1997–98   | Hummel         | Atreyu                                    |
| 1998–99   | Diadora        | Telital                                   |
| 1999–2001 | Diadora        | Telit                                     |
| 2001–02   | Diadora        | Ristora                                   |
| 2002–03   | Le Coq Sportif | Bernardi                                  |
| 2003–04   | Le Coq Sportif | Postalmarket                              |
| 2004–05   | Le Coq Sportif | Kia                                       |
| 2005–06   | Lotto          | Kia                                       |
| 2006–08   | Lotto          | Gaudi Jeans & Style                       |
| 2008      | Lotto          | Sin patrocinador principal                |
| 2009–10   | Lotto          | Dacia                                     |
| 2010–13   | Legea          | Dacia                                     |
| 2013–14   | HS Football    | Dacia / Upim                              |
| 2014–15   | HS Football    | Dacia / Alcott                            |
| 2015–17   | HS Football    | Dacia                                     |
| 2017–18   | HS Football    | Dacia / Vórtice                           |
| 2018–21   | Macron         | Dacia / Vórtice                           |
| 2021–22   | Macron         | Dacia / Kiba Inu                          |
| 2022–23   | Macron         | Dacia / PrestoPay                         |
| 2023–     | Macron         | Io Sono Friuli Venezia Giulia / PrestoPay |

## Infraestructura

### Estadio
Desde 1976, el campo de juego de Udinese ha sido el Stadio Friuli en Údine, inaugurado para reemplazar al Estadio Moretti, que fue demolido y reemplazado por un parque urbano. El nombre se elige para conmemorar la región, golpeada en mayo de ese año por el Terremoto del Friul. Fue diseñado por el ingeniero de Údine Giuliano Parmegiani, y se considera una de las instalaciones más bellas desde el punto de vista estético. El estadio está ubicado al noroeste de la ciudad en el distrito de Rizzi, en una posición bastante periférica. Una particularidad de Friuli y símbolo de este sistema es el majestuoso arco que con sus 33 metros de altura en la parte superior actúa como un techo para la tribuna.
El 5 de junio de 2013, comenzó la renovación del Stadio Friuli. Las obras se completaron y vieron la demolición y reconstrucción total de curvas y secciones, con la instalación de nuevos asientos y la desaparición de la pista de atletismo. La nueva instalación se inauguró el 17 de enero de 2016, con motivo del partido entre Udinese y Juventus. Desde entonces, solo con motivo de las actividades oficiales de Udinese, el estadio ha tomado el nombre de Dacia Arena (del nombre del socio oficial del equipo de la compañía de automóviles ), sin perjuicio del título original.

### Instalaciones
El "Centro deportivo Dino Bruseschi" es el conjunto de campos de entrenamiento y demás instalaciones que utiliza el primer equipo de Udinese. El centro deportivo lleva el nombre de uno de los presidentes más importantes de la historia del cuadro.
Cubre aproximadamente 64943 m² y se compone de:
cancha de (105 x 68 m) en césped natural, con sistema de iluminación;
cancha de (105 x 68 m) en césped natural, sin iluminación;
cancha de (100 x 55 m) en césped natural;
cancha de (105 x 68 m) en césped sintético, con sistema de iluminación;
cancha de (105 x 68 m) en césped sintético, sin iluminación;
canchita de césped sintético, con sistema de iluminación;
área de entrenamiento con césped sintético (150 x 50 m);
área de entrenamiento en césped sintético (80 x 50 m) y con sistema de iluminación;
4 vestuarios disponibles para deportistas. El primer equipo usa el vestuario dentro del estadio Friuli;
vestuario para el personal técnico;
2 almacenes para material técnico.

## Afición
La columna vertebral de la hinchada del Udinese son los HTB (Hooligans Teddy Boys), grupo formado en 1980, que hizo su primera aparición en el estadio detrás de la pancarta "Hooligans". La mayoría de los miembros activos del grupo provienen de la capital y la provincia. Pero no fue hasta 1994 que los Friulani concentraron sus actividades para mejorar la apariencia y el coro de la curva en blanco y negro. El grupo lanzó a la prensa en 2001 también el primer cántico, titulado "One Step Beyond”, del álbum del mismo nombre del grupo británico Madness.  En 2011, los Friulani comunicaron oficialmente su auto suspensión, para luego retomar sus posiciones en las curvas. En la década de 1990, el grupo ultra  HTB. Pordenone (1990), que más tarde se convirtió en la Brigada de Pordenone, y el grupo ultra Nord Kaos. Right Tagliamento (1994), decidieron fusionarse en una sola facción llamada Ultras 1995. 
Otro grupo organizado importante es el Colectivo IncUdine, nacido en honor a Leonardo Cecon, un joven fanático que murió prematuramente en un accidente de tráfico en 2003, regresando de una de las reuniones del grupo naciente. En la lucha contra las medidas penalizadoras como la tarjeta de fan, la tarjeta de fidelidad y el artículo 9, el grupo se ha caracterizado a lo largo de los años por un marcado compromiso con los problemas sociales, que se ha convertido en una recaudación de fondos en apoyo de las víctimas de las inundaciones del área de Vicenza, de las víctimas del terremoto en L'Aquila. y Emilia, así como apoyo activo para la Fundación Gabriele Sandri. 
Otros grupos de establecimientos más recientes son Briganti Baldassa (Udine Baldassa hasta 2015), Suisse Torzeons, compuesta por jóvenes de Suiza, Sector Tarvisio Udine, Tarcento '89. Los ultras siempre han tenido lugar en el sector Curva Norte del estadio Friuli, excepto por dos cortos períodos: en la temporada 2013-2014, y entre 2014 y 2015 en el que se establecieron en la tribuna lado norte, debido a las obras que afectaron la plaza en Piazzale Repubblica Argentina (calle de las afueras del estadio).

### Amistades y rivalidades
Los ultras del Udinese están hermanados con los ultras del Vicenza, ya que es una relación histórica y consolidada que sienten la mayoría de los seguidores del equipo, mientras que la AUC (Udinese Club Association) está vinculada a los toscanos de Siena. Fuera de las fronteras nacionales, también hubo una amistad con los alemanes de Werder Bremen, un vínculo que nació durante los enfrentamientos en el ámbito europeo.
En cambio, las rivalidades históricas son con Triestina, debido a la proximidad entre las ciudades de Údine y Trieste, respectivamente, la capital histórica del Friul y la capital de la región de Friul-Venecia Julia, y con Verona, que se remonta a la década de 1980, los tiempos de Zico, y luego fomentado por el hermanamiento opuesto Hellas-Triestina.
Las otras rivalidades principales son con la Juventus, con S.S.C Napoli (que ha resultado en accidentes graves en los últimos años),con Bologna F.C. (una antigua amistad entre seguidores, transformada en rivalidad después de la ruptura del hermanamiento anterior) y con Venezia (dualismo nacido, similar a Triestina, por la proximidad entre las dos ciudades).

## Jugadores

### Jugadores campeones del mundo
- Franco Causio (Copa Mundial de Fútbol de 1982).
- Vincenzo Iaquinta (Copa Mundial de Fútbol de 2006).

## Estadísticas del club

### Más presencias en el club
| #   | Nombre               | Partidos |
| --- | -------------------- | -------- |
| 1°  | Antonio Di Natale    | 446      |
| 2°  | Valerio Bertotto     | 404      |
| 3°  | Giampiero Pinzi      | 355      |
| 4°  | Dino Galparoli       | 307      |
| 5°  | Alessandro Calori    | 286      |
| 6°  | Danilo               | 282      |
| 7°  | Roberto Sensini      | 261      |
| 8°  | Renato Valenti       | 242      |
| 9°  | Felipe Días da Silva | 235      |
| 10° | Morgan de Sanctis    | 229      |

### Máximos goleadores
| #   | Nombre            | Goles |
| --- | ----------------- | ----- |
| 1°  | Antonio Di Natale | 228   |
| 2°  | Lorenzo Bettini   | 71    |
| 3°  | Abel Balbo        | 70    |
| 4°  | Vincenzo Iaquinta | 69    |
| 5°  | Oliver Bierhoff   | 62    |
| 6°  | Paolo Poggi       | 54    |
| 7°  | Roberto Sosa      | 46    |
| 8°  | Roberto Muzzi     | 45    |
| 9°  | Marcio Amoroso    | 42    |
| 10° | Marco Branca      | 41    |

## Palmarés

### Torneos nacionales
| Competiciones nacionales         | Títulos                    | Subcampeonatos                                        |
| -------------------------------- | -------------------------- | ----------------------------------------------------- |
| Primera División de Italia (0/1) |                            | 1954-55.                                              |
| Copa de Italia (0/1)             |                            | 1922.                                                 |
|                                  |                            |                                                       |
| Segunda División de Italia (3/2) | 1924-25, 1955-56, 1978-79. | 1949-50, 1994-95.                                     |
| Tercera División de Italia (3/6) | 1929-30, 1948-49, 1977-78. | 1933-34, 1938-39, 1965-66, 1972-73, 1973-74, 1976-77. |
| Copa de Italia Serie C (1/0)     | 1977-78.                   |                                                       |

### Torneos internacionales
| Competiciones internacionales   | Títulos | Subcampeonatos |
| ------------------------------- | ------- | -------------- |
| Copa Intertoto de la UEFA (1/0) | 2000.   |                |

Nota: en negrita competiciones vigentes en la actualidad.

### Torneos amistosos
- Copa anglo-italiana (1): 1978.
- Copa Mitropa (1): 1980.
- Trofeo Memorial Quinocho (1): 2017.

### Torneos Juveniles
- Campeonato Primavera (1): 1980-81.
- Campeonato Primavera 2 (1): 2021-22.
- Campeonato Primavera Serie B (1): 1963-64.
- Copa Italia Primavera (1): 1992-93.

## Participación en competiciones europeas
| Temporada | Competición      | Ronda            | Club                     | Cómputo global | Ida        | Vuelta     |
| --------- | ---------------- | ---------------- | ------------------------ | -------------- | ---------- | ---------- |
| 1961      | Copa Mitropa     | Grupo 3          | SK Kladno                | 3-2            | 3-2 nv (C) |            |
| 1961      | Copa Mitropa     | Grupo 3          | Linzer ASK               | 2-2            | 2-2 (F)    |            |
| 1961      | Copa Mitropa     | Grupo 3          | 1. Wiener Neustädter SC  | 4-1            | 4-1 (C)    |            |
| 1961      | Copa Mitropa     | 1/2              | TJ Slovan Nitra          | 4-5            | 3-4 (F)    | 1-1 (C)    |
| 1980      | Copa Mitropa     | Grupo            | NK Čelik Zenica          | 3-2            | 0-0 (C)    | 3-2 (F)    |
| 1980      | Copa Mitropa     | Grupo            | TJ Rudá Hvězda Cheb      | 3-4            | 3-2 (C)    | 0-2 (F)    |
| 1980      | Copa Mitropa     | Grupo            | Debreceni MVSC           | 2-0            | 0-0 (F)    | 2-0 (C)    |
| 1997/98   | UEFA Cup         | 1R               | Widzew Łódź              | 3-1            | 0-1 (F)    | 3-0 (C)    |
|           |                  | 2R               | AFC Ajax                 | 2-2 u          | 0-1 (F)    | 2-1 (C)    |
| 1998/99   | UEFA Cup         | 1R               | Bayer 04 Leverkusen      | 1-2            | 1-1 (C)    | 0-1 (F)    |
| 1999/00   | UEFA Cup         | 1R               | Aalborg BK               | 3-1            | 1-0 (C)    | 2-1 (F)    |
| 1999/00   | UEFA Cup         | 2R               | Legia Varsovia           | 2-1            | 1-0 (C)    | 1-1 (F)    |
| 1999/00   | UEFA Cup         | 3R               | Bayer 04 Leverkusen      | 2-2 u          | 0-1 (C)    | 2-1 (F)    |
| 1999/00   | UEFA Cup         | 1/8              | Slavia Praga             | 2-2 u          | 0-1 (F)    | 2-1 (C)    |
| 2000      | Intertoto Cup    | 3R               | Aalborg BK               | 3-2            | 2-0 (F)    | 1-2 (C)    |
| 2000      | Intertoto Cup    | 1/2              | FK Austria Wien          | 3-0            | 1-0 (F)    | 2-0 (C)    |
| 2000      | Intertoto Cup    | F                | SK Sigma Olomouc         | 6-4            | 2-2 (F)    | 4-2 nv (C) |
| 2000/01   | UEFA Cup         | 1R               | Polonia Varsovia         | 3-0            | 1-0 (F)    | 2-0 (C)    |
| 2000/01   | UEFA Cup         | 2R               | PAOK Salonica            | 1-3            | 1-0 (C)    | 0-3 nv (F) |
| 2003/04   | UEFA Cup         | 1R               | Austria Salzburg         | 2-2 u          | 1-0 (F)    | 1-2 (C)    |
| 2004/05   | UEFA Cup         | 1R               | Panionios                | 2-3            | 1-3 (F)    | 1-0 (C)    |
| 2005/06   | Champions League | Clasificatoria 3 | Sporting Portugal        | 4-2            | 1-0 (F)    | 3-2 (C)    |
| 2005/06   | Champions League | Grupo C          | Panathinaikos FC         | 5-1            | 3-0 (C)    | 2-1 (F)    |
| 2005/06   | Champions League | Grupo C          | FC Barcelona             | 1-6            | 1-4 (F)    | 0-2 (C)    |
| 2005/06   | Champions League | Grupo C          | Werder Bremen            | 4-5            | 1-1 (C)    | 3-4 (F)    |
| 2005/06   | UEFA Cup         | 3R               | RC Lens                  | 3-1            | 3-0 (C)    | 0-1 (F)    |
| 2005/06   | UEFA Cup         | 1/8              | Levski Sofia             | 1-2            | 0-0 (C)    | 1-2 (F)    |
| 2008/09   | UEFA Cup         | 1R               | Borussia Dortmund        | 2-2 (4-3 ns)   | 2-0 (F)    | 0-2 nv (C) |
| 2008/09   | UEFA Cup         | Grupo D          | Tottenham Hotspur FC     | 2-0            | 2-0 (C)    | 1º Lugar   |
| 2008/09   | UEFA Cup         | Grupo D          | Spartak Moscú            | 2-1            | 2-1 (F)    | 1º Lugar   |
| 2008/09   | UEFA Cup         | Grupo D          | GNK Dinamo Zagreb        | 2-1            | 2-1 (C)    | 1º Lugar   |
| 2008/09   | UEFA Cup         | Grupo D          | N.E.C.                   | 0-2            | 0-2 (F)    | 1º Lugar   |
| 2008/09   | UEFA Cup         | 3R               | Lech Poznań              | 4-3            | 2-2 (F)    | 2-1 (C)    |
| 2008/09   | UEFA Cup         | 1/8              | FK Zenit San Petersburgo | 2-1            | 2-0 (C)    | 0-1 (F)    |
| 2008/09   | UEFA Cup         | 1/4              | Werder Bremen            | 4-6            | 1-3 (F)    | 3-3 (C)    |
| 2011/12   | Champions League | Play-off         | Arsenal FC               | 1-3            | 0-1 (F)    | 1-2 (C)    |
| 2011/12   | Europa League    | Grupo I          | Stade Rennais            | 2-1            | 2-1 (C)    | 0-0 (F)    |
| 2011/12   | Europa League    | Grupo I          | Celtic FC                | 2-2            | 1-1 (F)    | 1-1 (C)    |
| 2011/12   | Europa League    | Grupo I          | Atlético Madrid          | 2-4            | 2-0 (C)    | 0-4 (F)    |
| 2011/12   | Europa League    | 2R               | PAOK Salonica            | 3-0            | 0-0 (C)    | 3-0 (F)    |
| 2011/12   | Europa League    | 1/8              | AZ Alkmaar               | 2-3            | 0-2 (F)    | 2-1 (C)    |
| 2012/13   | Champions League | Play-off         | SC Braga                 | 2-2 (4-5 ns)   | 1-1 (F)    | 1-1 nv (C) |
| 2012/13   | Europa League    | Grupo A          | Liverpool FC             | 3-3            | 3-2 (F)    | 0-1 (C)    |
| 2012/13   | Europa League    | Grupo A          | Anzhi Majachkala         | 1-3            | 1-1 (C)    | 0-2 (F)    |
| 2012/13   | Europa League    | Grupo A          | BSC Young Boys           | 3-6            | 1-3 (F)    | 2-3 (C)    |
| 2013/14   | Europa League    | Clasificatoria 3 | NK Široki Brijeg         | 7-1            | 3-1 (F)    | 4-0 (C)    |
| 2013/14   | Europa League    | Play-off         | FC Slovan Liberec        | 2-4            | 1-3 (C)    | 1-1 (F)    |

## Curiosidades
En 1896 la sección de fútbol de la sociedad Udinese gana un torneo que en aquel tiempo fue denominado Campionato italiano di Calcio, pero el título no fue reconocido por la F.I.G.C.. El Udinese pudo haber sido el primer equipo italiano en tener el título de Campeón de Italia.